# Evangelische Kirche (Offenbach)

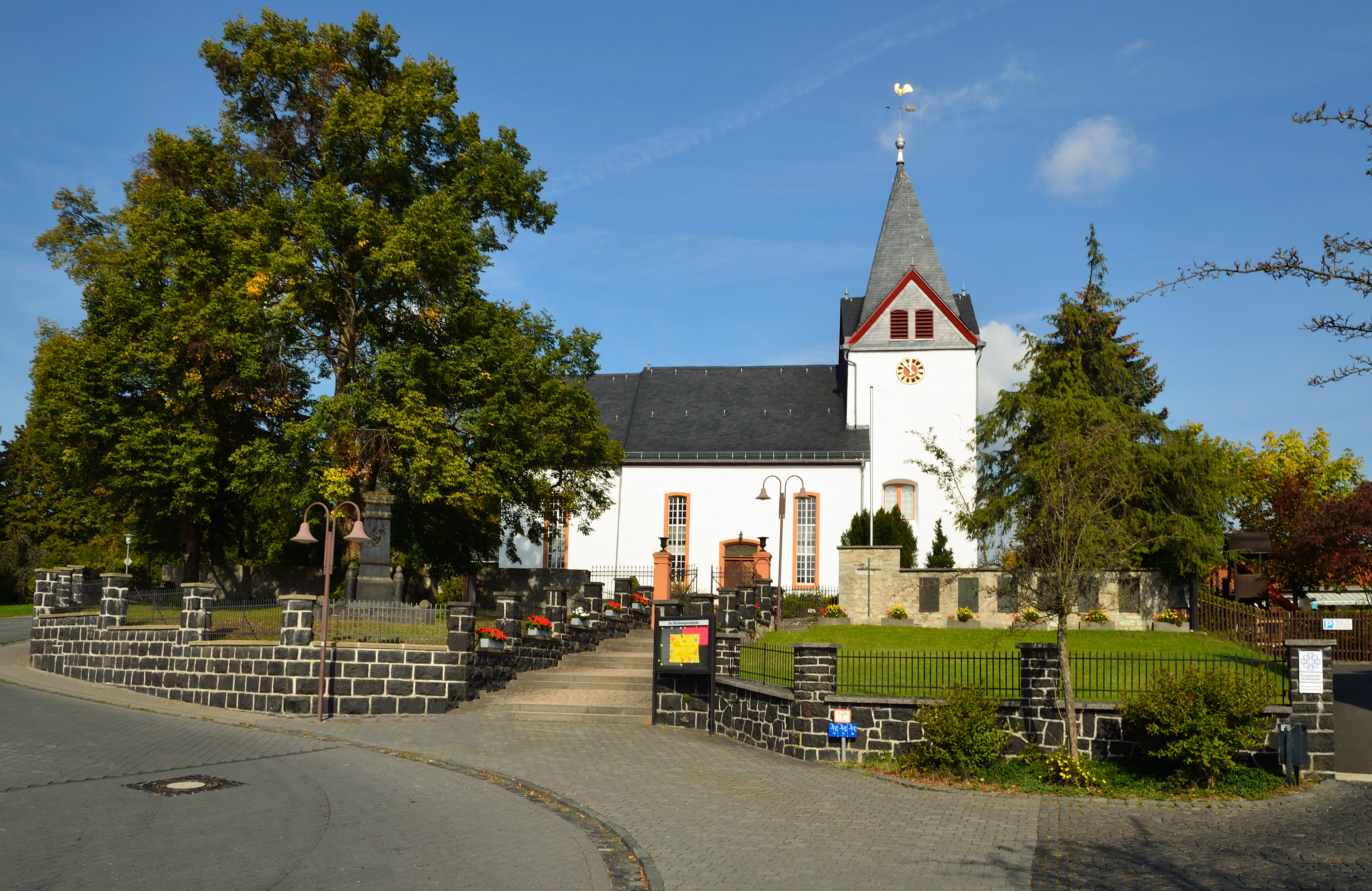
Evangelische Kirche in Offenbach

Die evangelische Kirche Offenbach ist ein denkmalgeschütztes Kirchengebäude nördlich des Ortskerns von Offenbach, einem Ortsteil von Mittenaar im Lahn-Dill-Kreis in Hessen. Die Kirchengemeinde gehört zum Dekanat an der Dill in der Propstei Nord-Nassau der Evangelischen Kirche in Hessen und Nassau.

## Beschreibung
Die im Kern mittelalterliche Saalkirche hat im Osten einen hohen quadratischen Chorturm mit Giebeln über allen vier Seiten und ein schiefergedecktes Pyramidendach. Das sich anschließende Kirchenschiff stammt aus barocker Zeit. Sein Innenraum hat eine Flachdecke mit Vouten an den Längsseiten und umlaufende Emporen auf Stützen aus Stahl. Der Triumphbogen zwischen Chor und Kirchenschiff wurde entfernt, über dem Chor befindet sich heute eine Empore für die Orgel.